# Artérias intercostais posteriores
As artérias intercostais posteriores são artérias que vascularizam os espaços intercostais.